# Peremoha, Novotroiițke
Peremoha (în ucraineană Перемога) este un sat în comuna Zelene din raionul Novotroiițke, regiunea Herson, Ucraina.

## Demografie
Componența lingvistică a localității Peremoha
     Ucraineană (91,67%)
     Rusă (7,69%)
     Alte limbi (0,64%)
Conform recensământului din 2001, majoritatea populației localității Peremoha era vorbitoare de ucraineană (91,67%), existând în minoritate și vorbitori de rusă (7,69%).